# Thangka

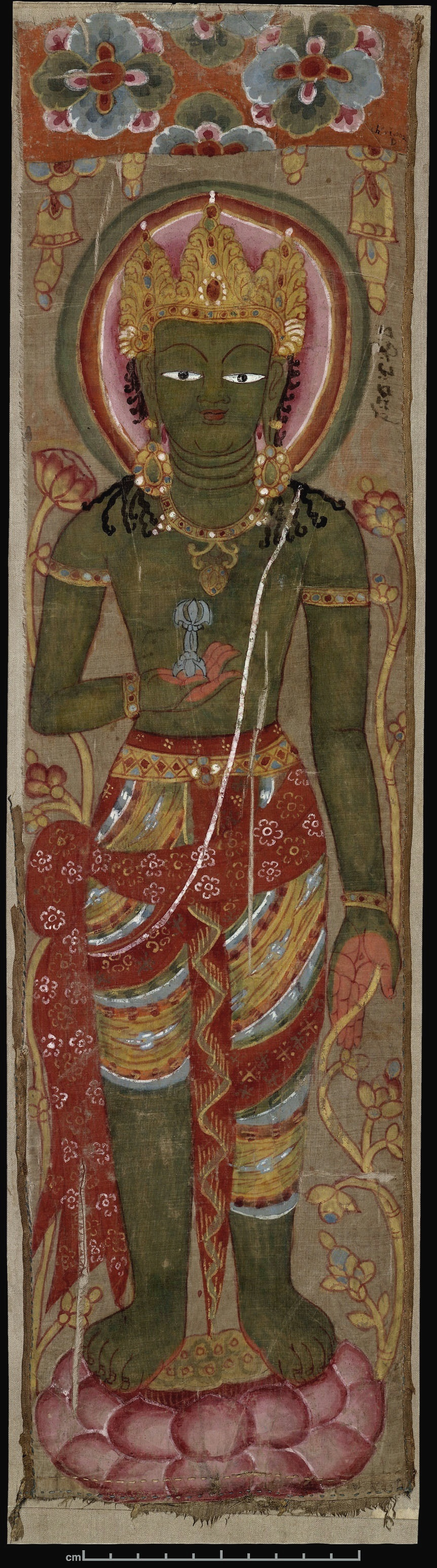
Bodhisattva Vajrapani, un des plus anciens thangkas tibétains, datant du IX.

Un thangka, aussi orthographié « tangka », « thanka » ou « tanka » (tibétain : ཐང་ཀ་, Wylie : thang-ka, dialecte de Lhassa API : tʰɑːŋkɑː), littéralement « chose que l'on déroule », « rouleau », est une peinture, un dessin, ou un tissu sur toile originaire d'Inde et caractéristique de la culture bouddhiste tibétaine. On en trouve de toutes les tailles, depuis les thangkas portatifs que l'on peut enrouler et dérouler au moyen de deux baguettes passées dans des ourlets, jusqu'aux thangkas monumentaux destinés à être déroulés sur une aire à flanc de colline ou sur un mur à thangka et qui peuvent atteindre plusieurs dizaines de mètres de hauteur.

## Histoire

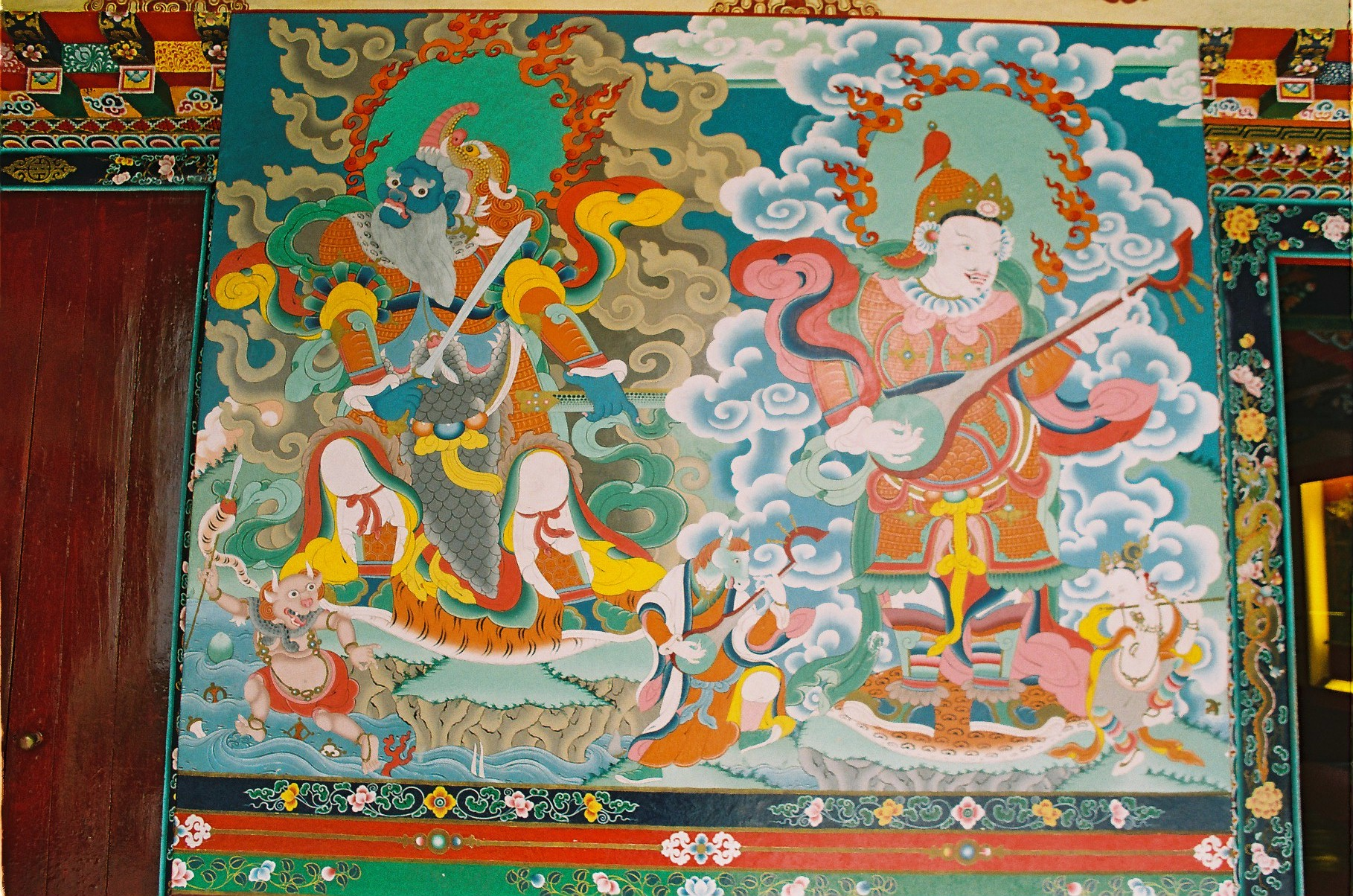
Thangka présenté à l'Institut de tibétologie Namgyal (Sikkim).

Les plus anciens thangkas connus proviennent de quelques sites en Inde, dont les grottes d'Ajantâ (IIe siècle à Ve siècle), au centre de l'Inde, puis du Nord-Ouest de la Chine, comme les grottes de Mogao (à Dunhuang, province du Gansu), sur la route de la soie. Il s'agit, dans ce second cas, de peintures murales, comme on en trouve plus tard, dans l'art des peintures murales du bouddhisme tibétain.
Les plus anciens thangkas tibétains sur tissu se trouvent également dans les grottes de Mogao et datent de l'époque où cette région était une colonie de l'Empire tibétain (629–877), elles sont datées des environs de 781 à 848[source insuffisante].
La confection de thangkas fait partie des arts Regong, lesquels regroupent les arts concernant le bouddhisme tibétain (peinture, sculpture, broderie, architecture, gravure). Ceux-ci ont été inscrits en 2009 sur la liste représentative du patrimoine culturel immatériel de l’humanité.

## Sujets

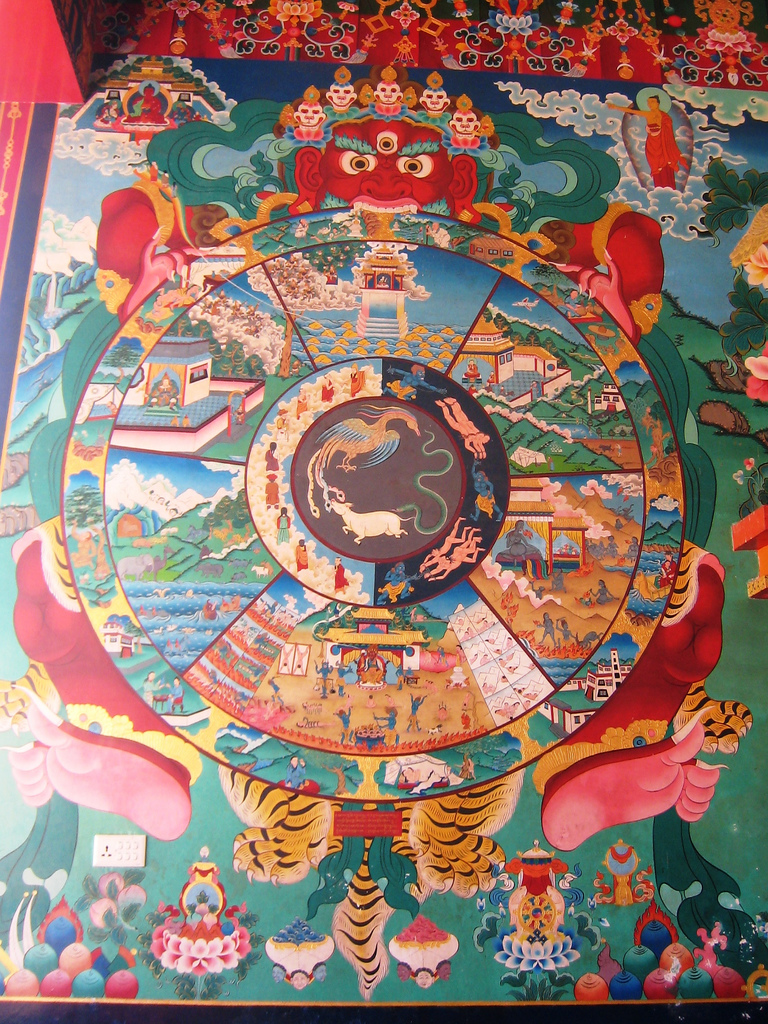
Bhavacakra (roue de l'existence karmique), comportant les six royaumes de la cosmologie bouddhiste, à Katmandou, au Népal.

Les sujets des thangkas relèvent du bouddhisme. Ils peuvent représenter :
- des diagrammes mystiques symboliques (mandala) ;
- un bhavacakra, (roue de l'existence karmique) ;
- des divinités du bouddhisme tibétain ou de la religion bön, parfois en rapport avec des éléments de l'histoire ;
- des portraits de tulkus ou de lamas de rang élevé dans la hiérarchie monastique ; ils sont parfois accompagnés de leur bienfaiteurs ou protecteurs.

Les thangkas sont destinés le plus souvent à servir de support à la méditation.
Le sujet est représenté au centre, entouré de personnages subordonnés faisant partie de sa suite, de ses diverses formes divines, etc. Les divinités importantes du panthéon sont représentées dans la partie supérieure. La partie inférieure est réservée aux offrandes diverses et aux divinités gardiennes de la Loi.
Sont figurées également des montagnes, un élément de l'iconographie tibétaine traditionnelle.

## Types

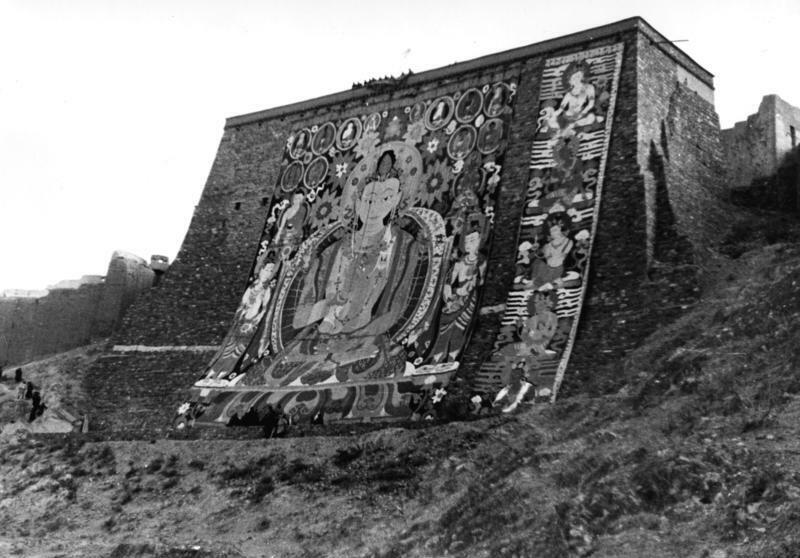
Mur à thangka du monastère de Gyantsé photographié en 1939 par l’expédition allemande au Tibet lors du festival du temple ; un thangka central et un thangka latéral y sont déployés.

Il existe divers types de thangkas selon la technique et les matériaux utilisés (toile, soie brodée, brocart). 

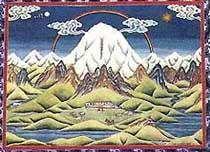
Thangka de la religion tibétaine Bön représentant le mont Kailash.

Pour ceux peints sur toile, on trouve notamment :
- les thangkas noirs ou nagthang, constitués de lignes dorées sur un fond uniformément noir ;
- les thangkas dorés ou serthang, constitués de lignes dorées sur fond rouge, ou de lignes rouges ou bleues sur fond or ;
- les thangkas de lignée spirituelle, qui représentent une lignée de grands maîtres qui se sont succédé[7].

Pendant la fête de l'exposition du grand thangka du Bouddha, des thangkas géants en brocart, appelés « thongdrels » sont exposés sur des murs permanents, construits à cet effet, ou à flanc de montagne.

## Fabrication

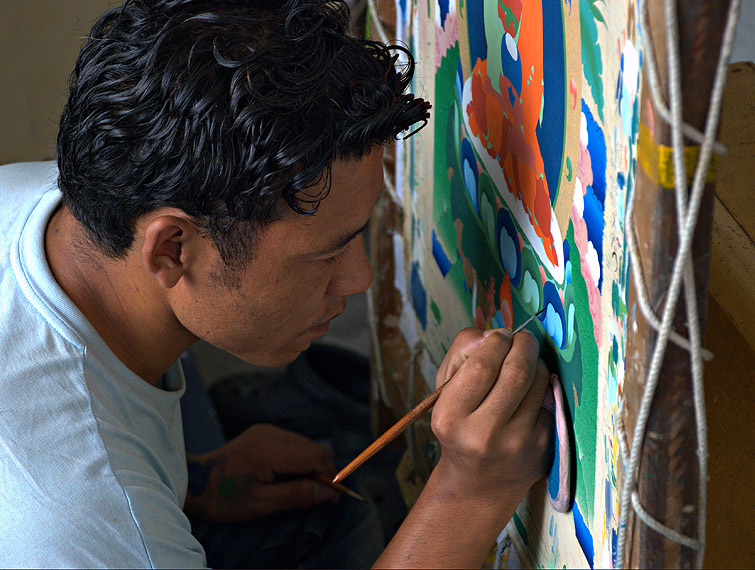
Peintre de thangkas travaillant à l'institut Norbulingka, en Inde.

## Influences extérieures
L'influence chinoise sur la peinture tibétaine s'intensifia à partir du XIIIe siècle. Les Chinois enseignèrent aux Tibétains l'art de représenter la nature. Leur apport se manifeste principalement dans la façon de traiter les paysages.

## Styles

### Le style Karma Gadri
Le 8e Karmapa, chef de l’école Karma Kagyu du bouddhisme tibétain, était aussi l'artiste qui créa le style de peinture des thangkas Karma Gadri : spacieux, transparents et méditatifs.

## Galerie

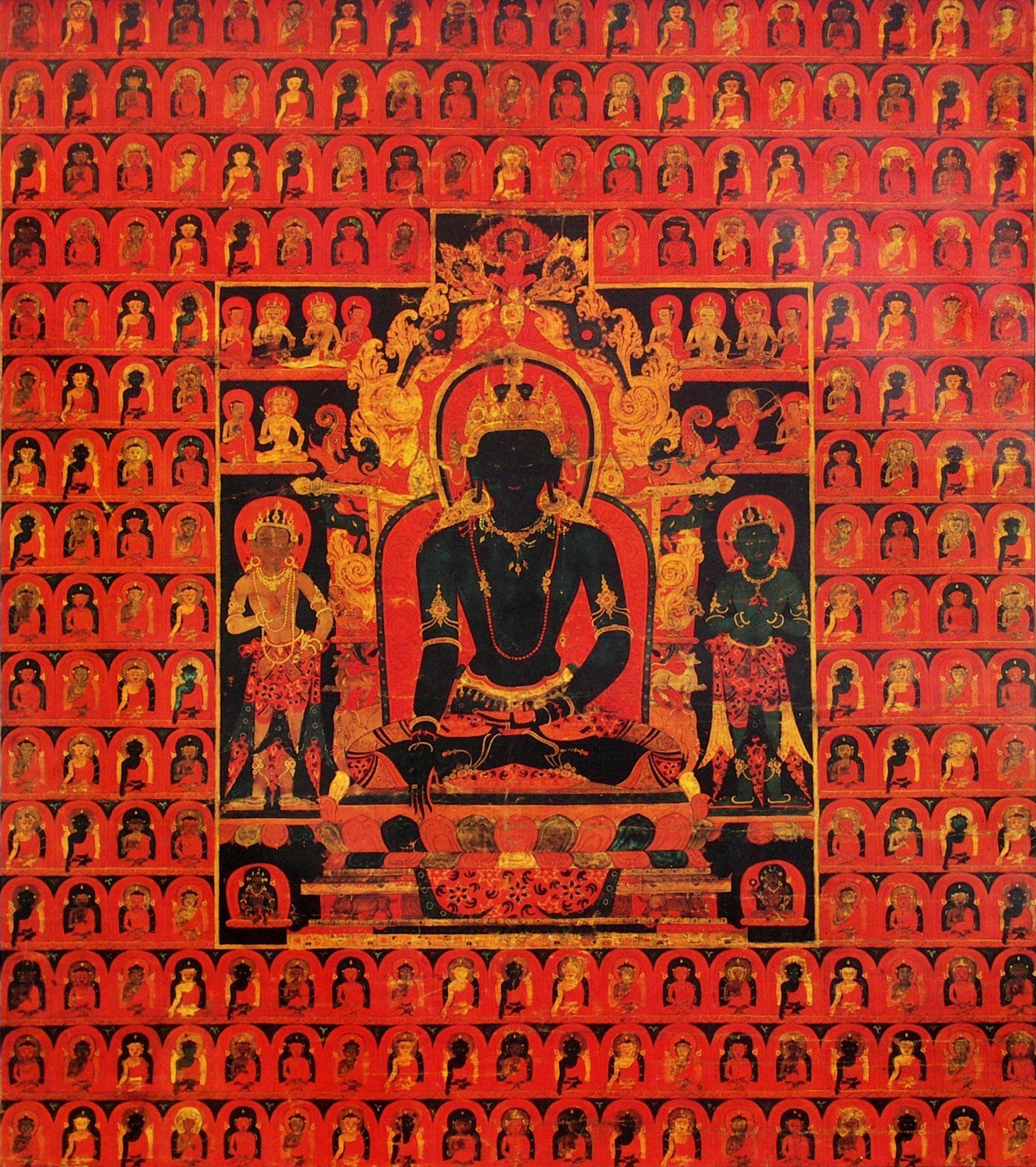
« Le Bouddha Akshobhya Dhyani », thangka tibetain, fin du XIIIe siècle, Honolulu Museum of Art. Le fond est constitué d'images multiples des Cinq Bouddhas dhyani (en).
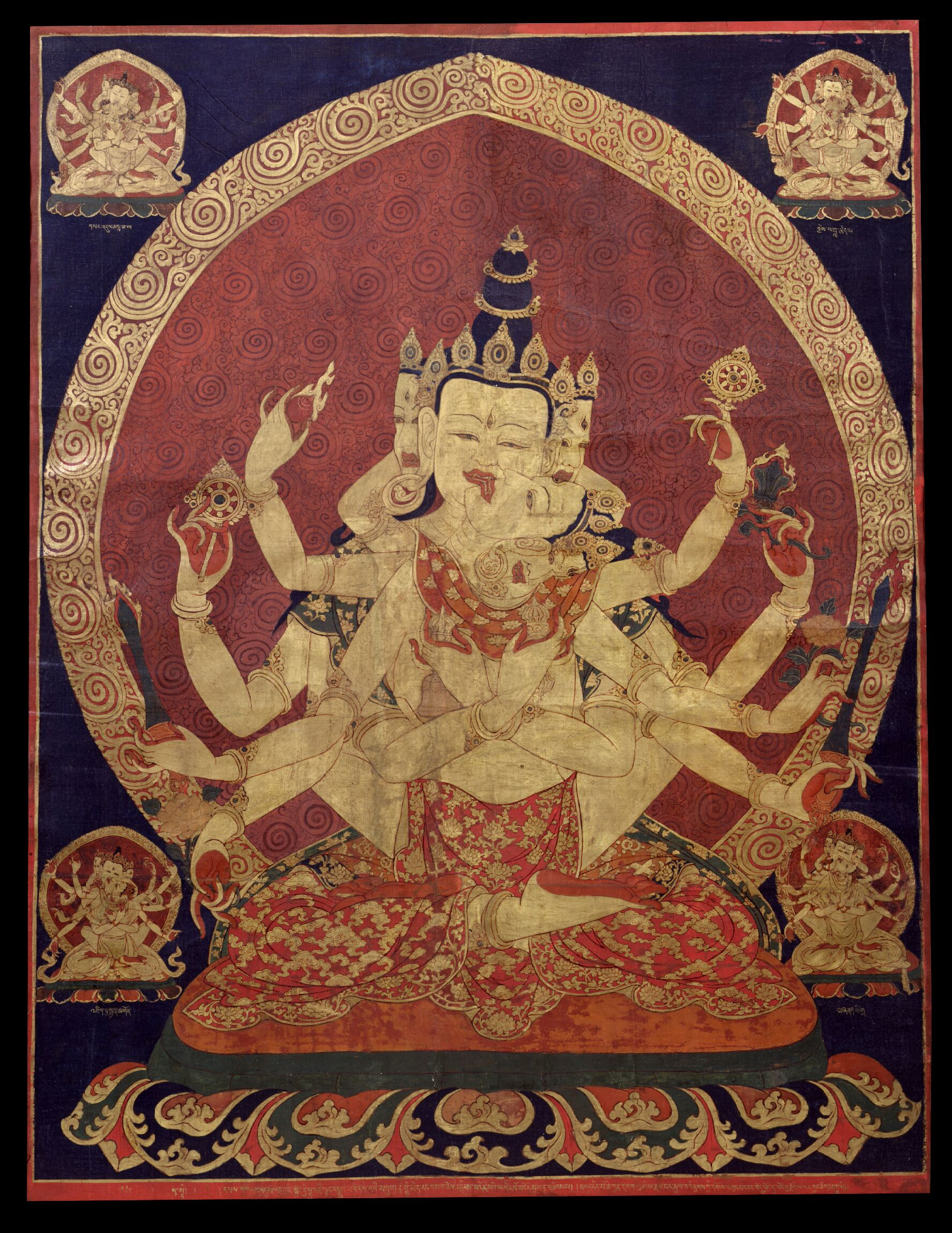
Thangka de Guhyasamaja Akshobhyavajra, XVIIe siècle, Tibet central, Rubin Museum of Art.
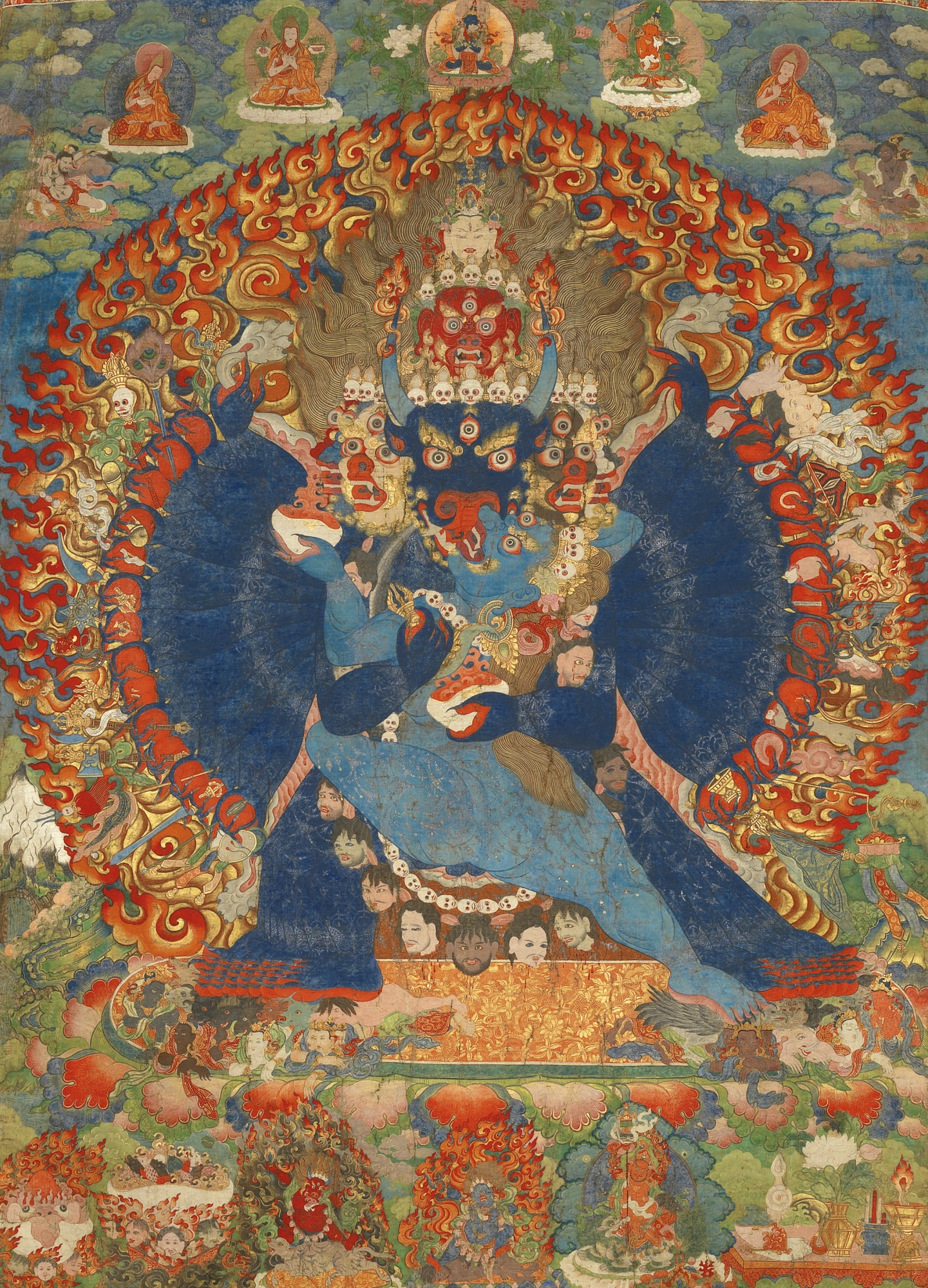
Thangka montrant Vajrabhairava, vers 1740.
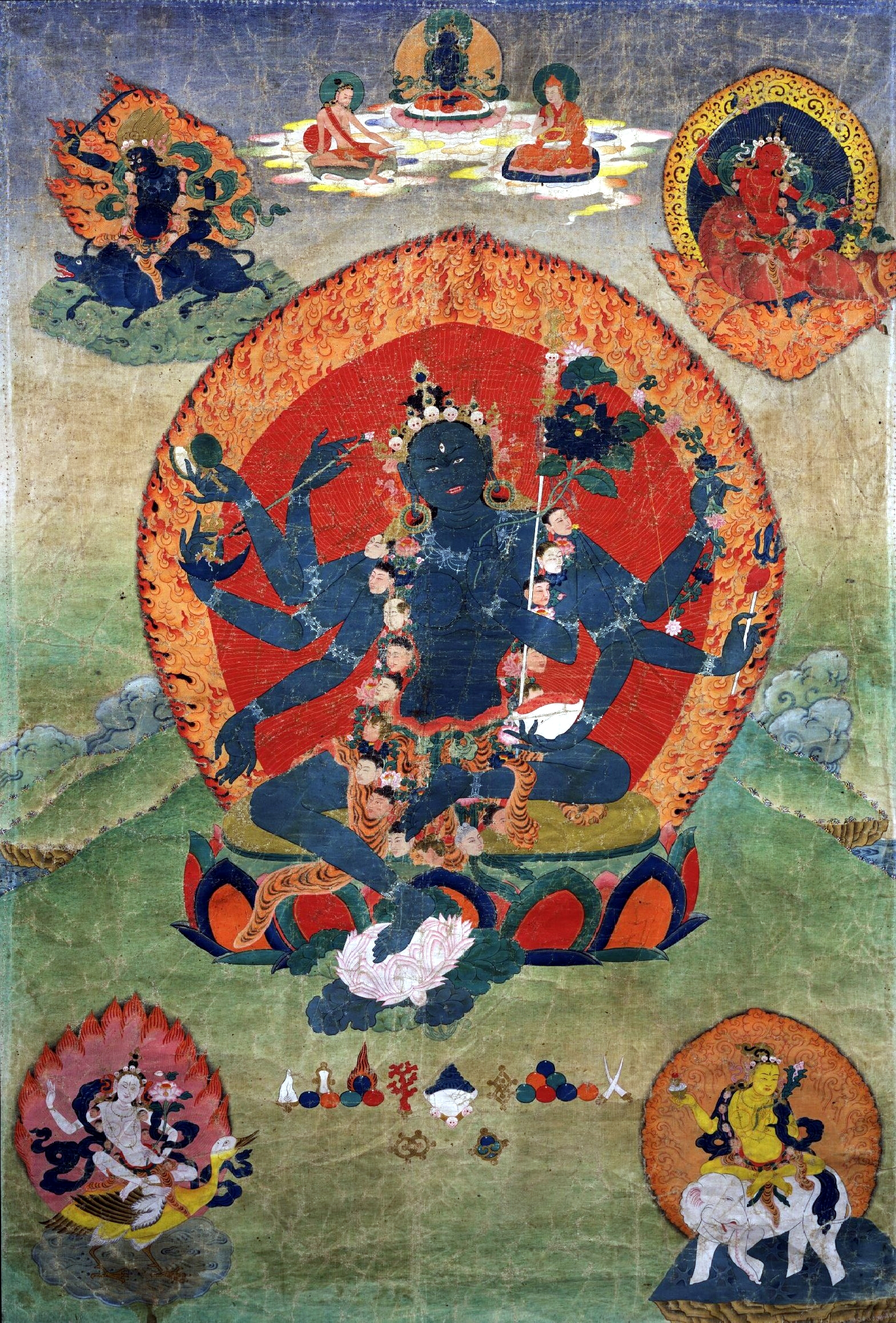
Thangka avec Tara verte (Samaya Tara Yogini) au centre et les Taras bleue, rouge, blanche et jaune dans les angles, XVIIIe siècle, Tibet oriental, Rubin Museum of Art.
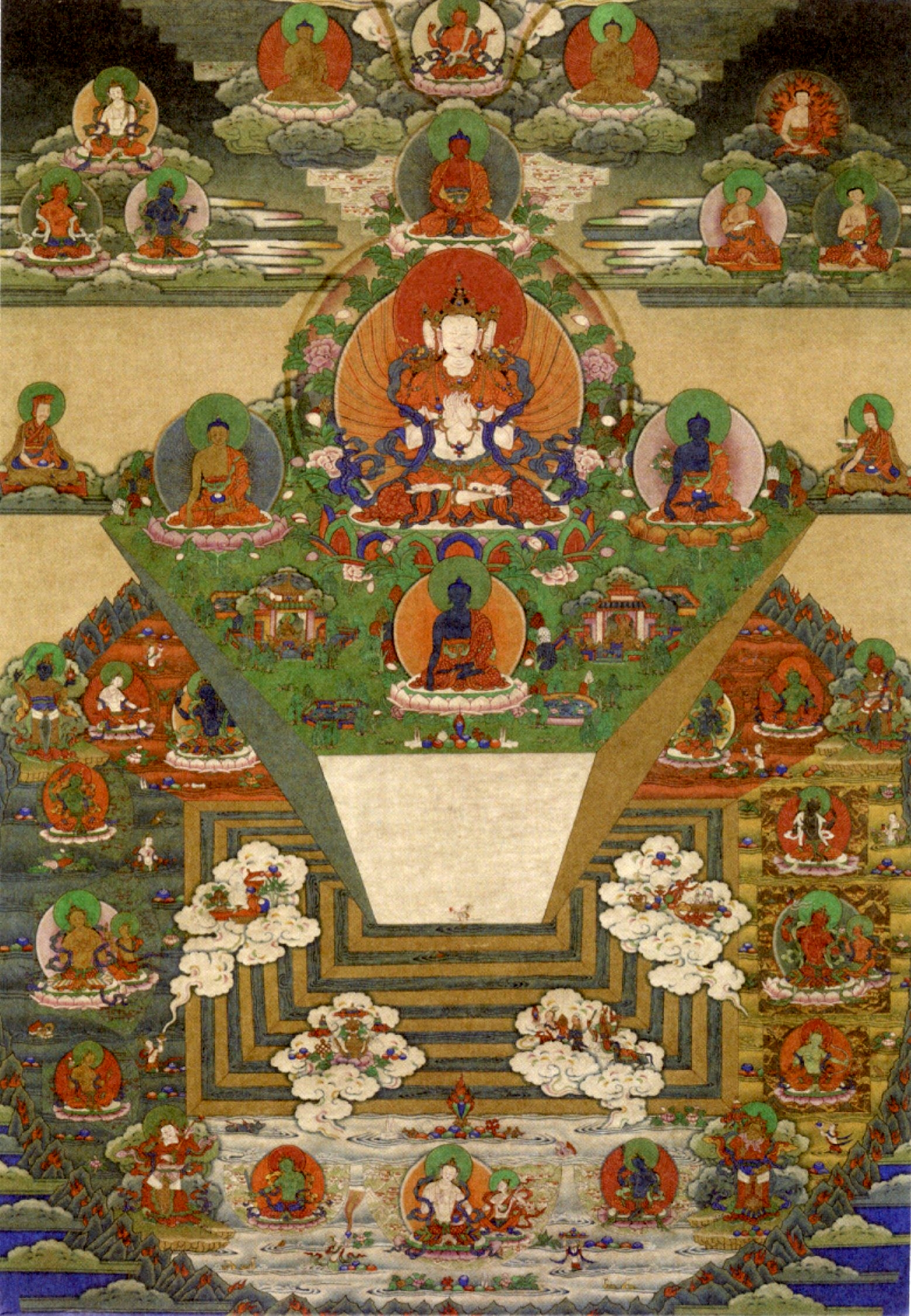
Thangka du Mt. Meru et de l'univers bouddhiste, XIXe siècle, Trongsa Dzong, Trongsa, Bhoutan.
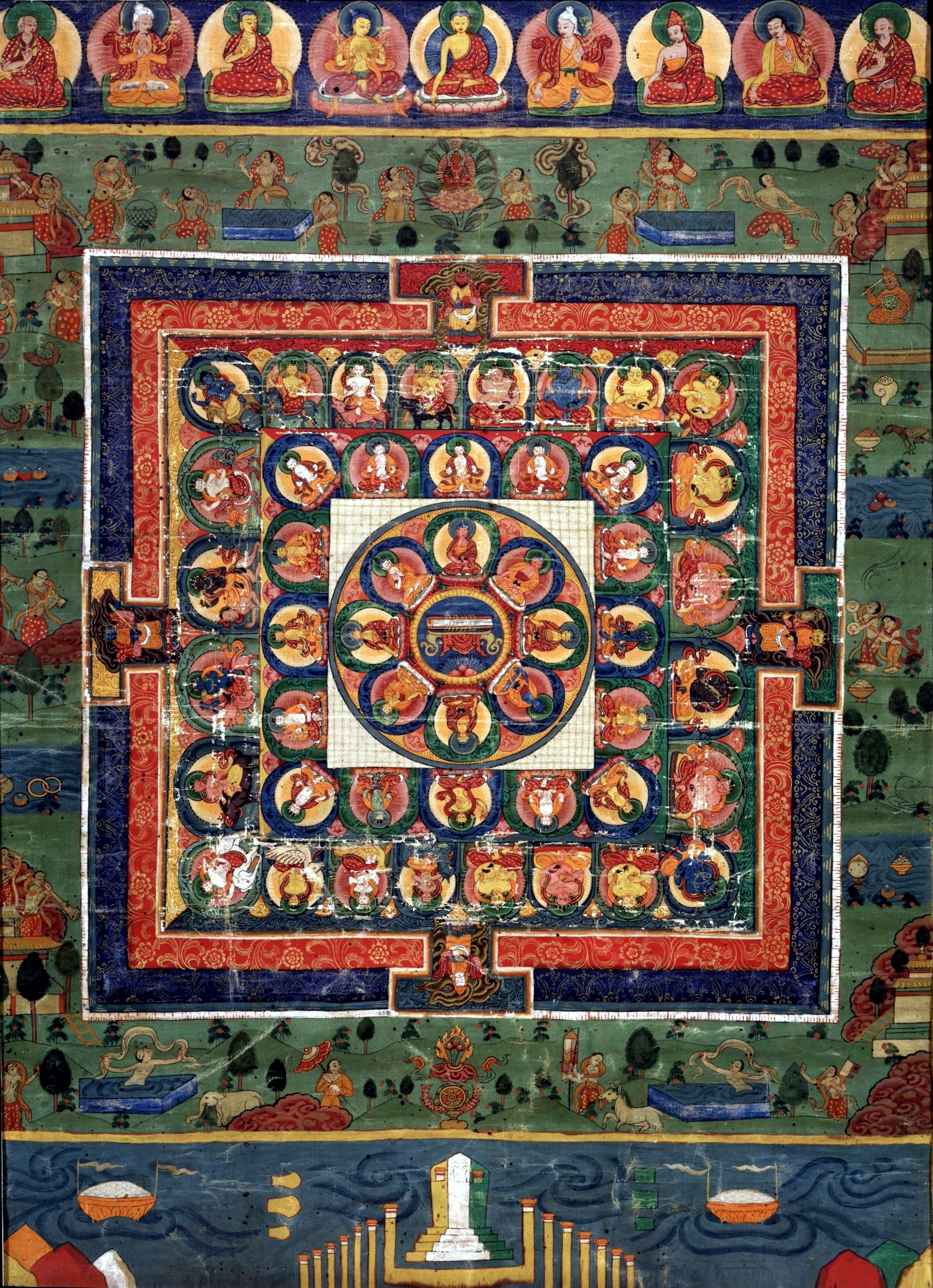
Mandala peint de Bhaisajyaguru, bouddha de la médecine, avec Prajnaparamita, la déesse Prajnaparamita au centre, XIXe siècle, Bhoutan, Rubin Museum of Art.
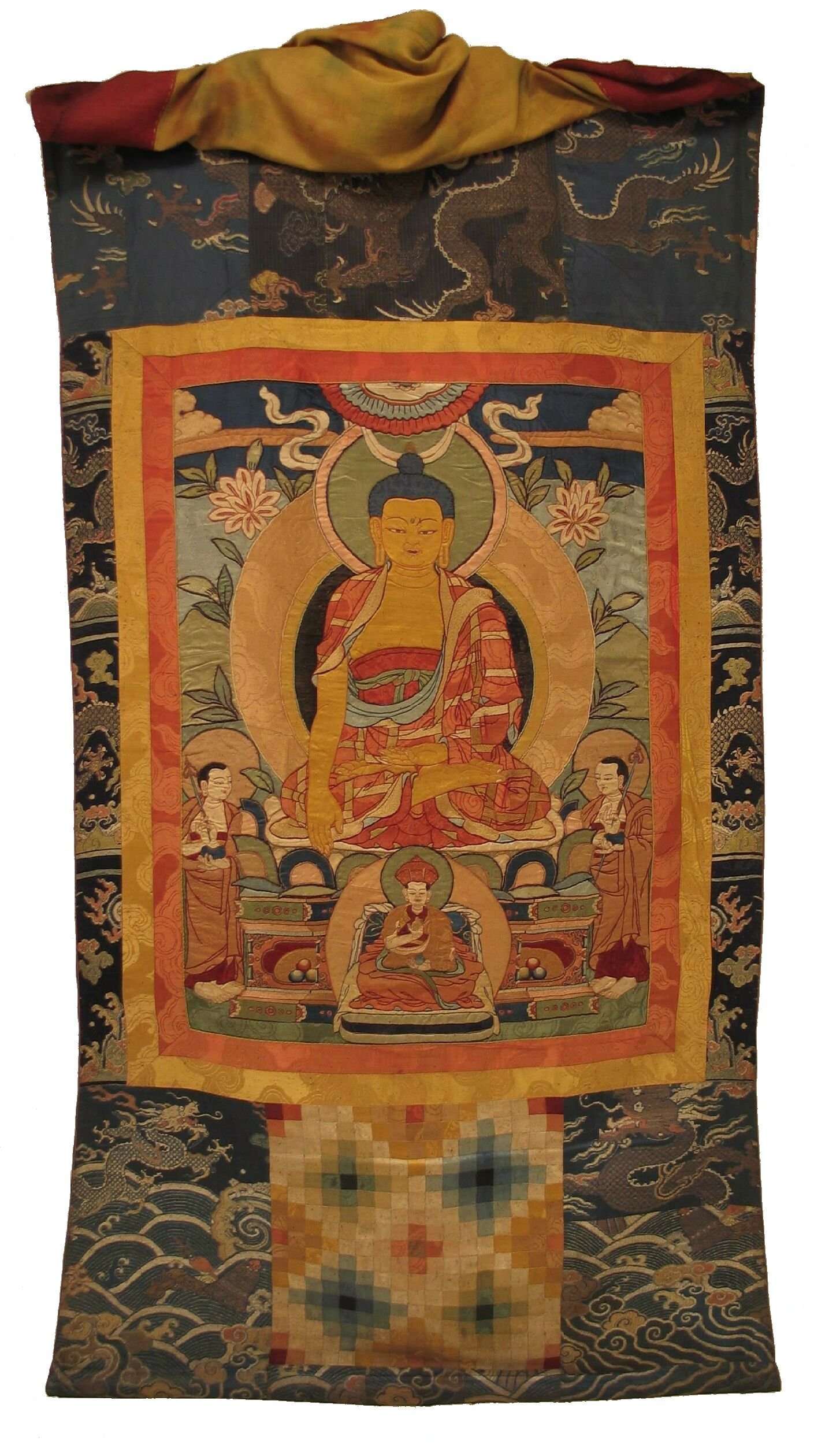
Thangka Drukpa Kagyu avec Siddhartha Gautama au centre, XIXe siècle, Bhoutan, Rubin Museum of Art.
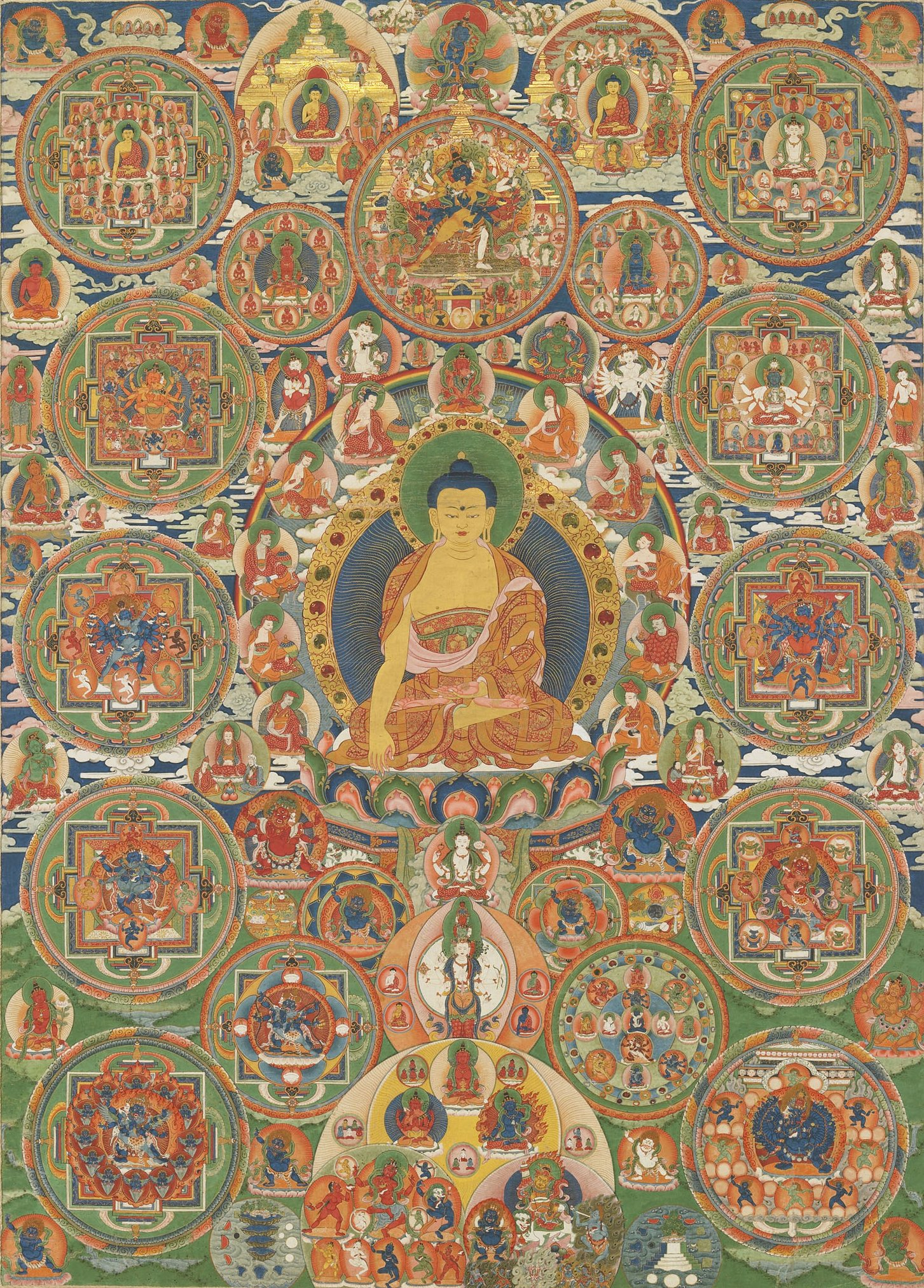
Mandala complètement peint, XIXe siècle, Seula Gonpa, Punakha, Bhoutan.
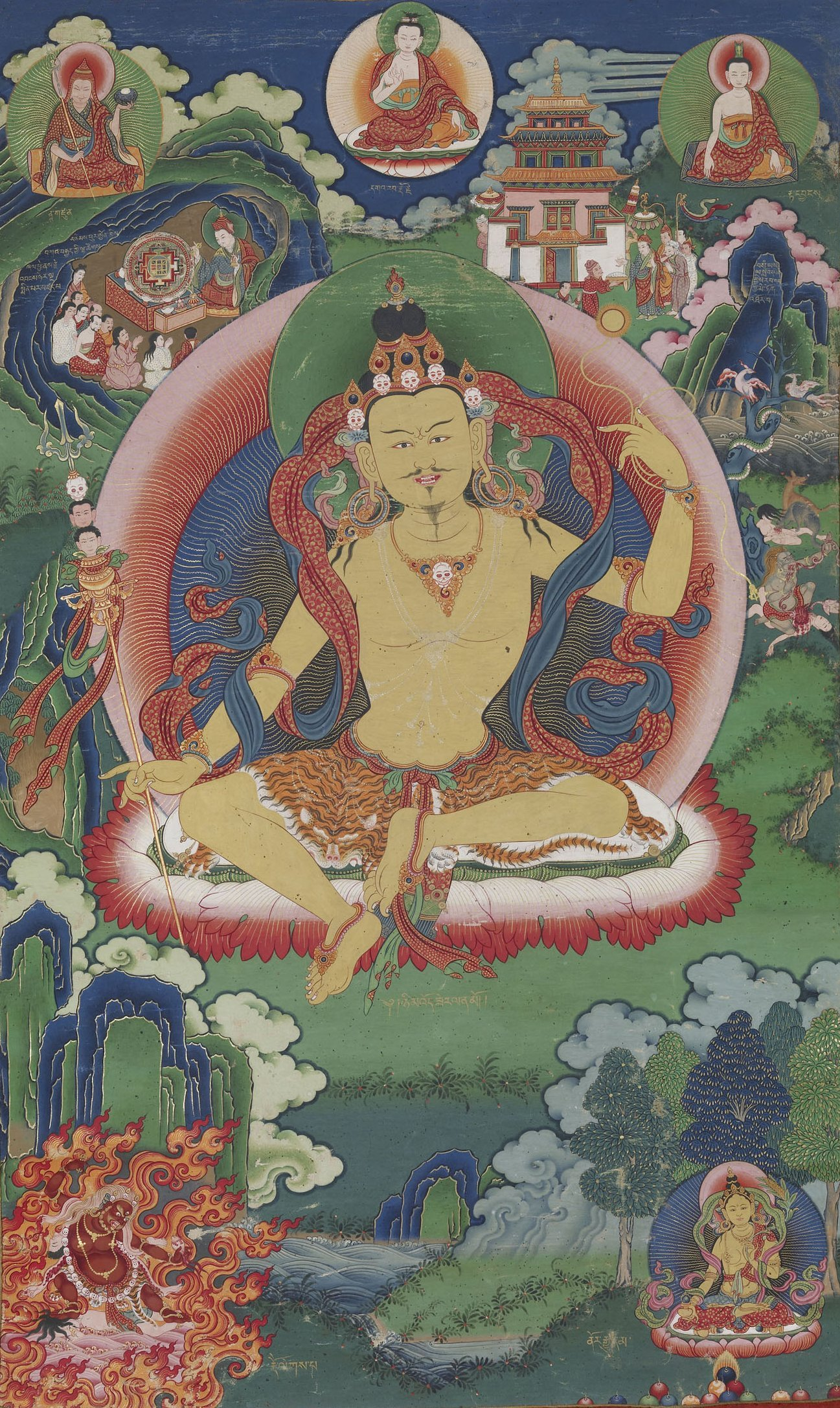
Thangka peint de Guru Nyima Ozer, fin du XIXe siècle, Do Khachu Gonpa, Chukha, Bhoutan.
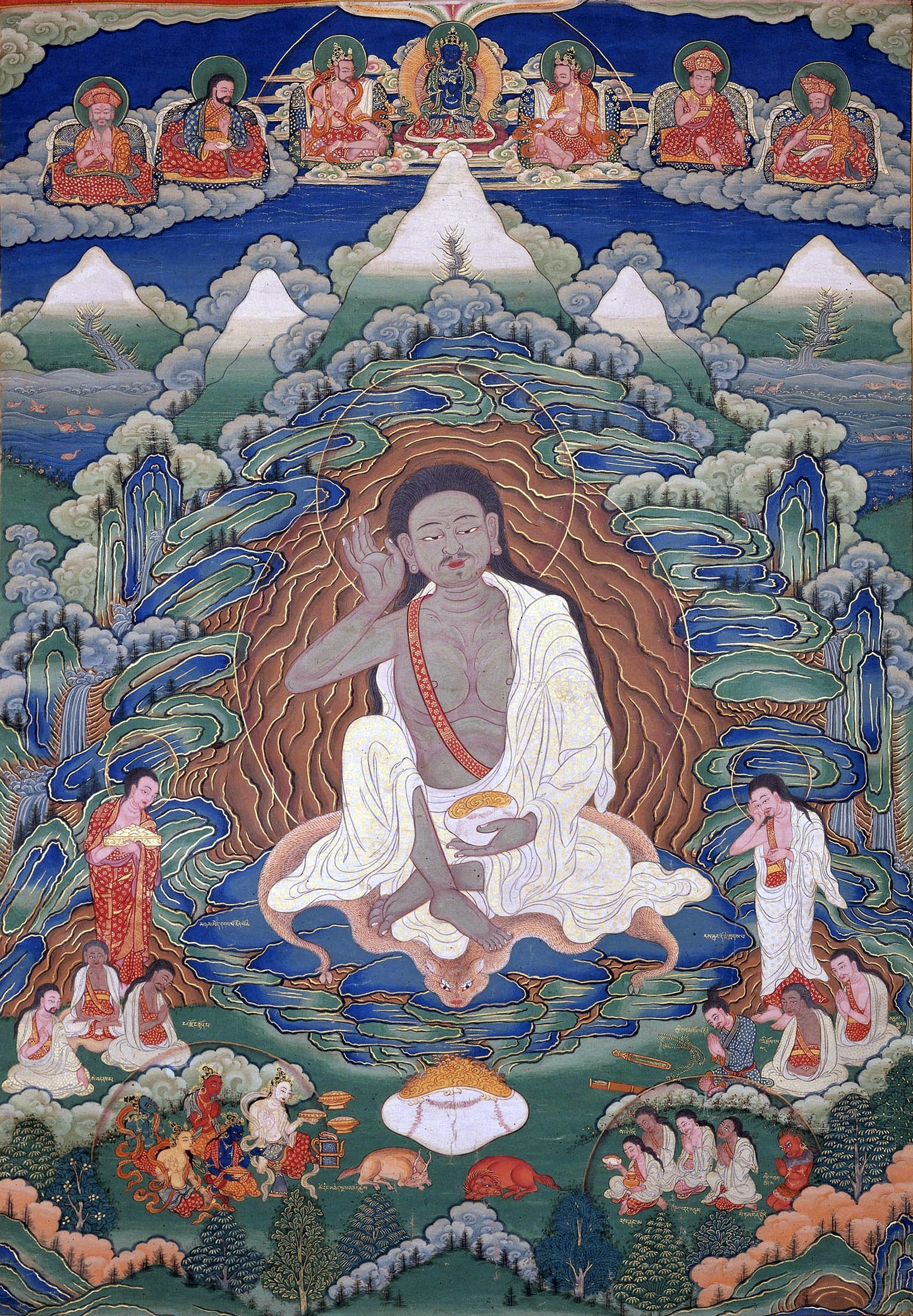
Thangka peint de Milarépa (1052-1135), fin du XIXe-début du XXe siècle, Dhodeydrag Gonpa, Thimphu, Bhoutan.
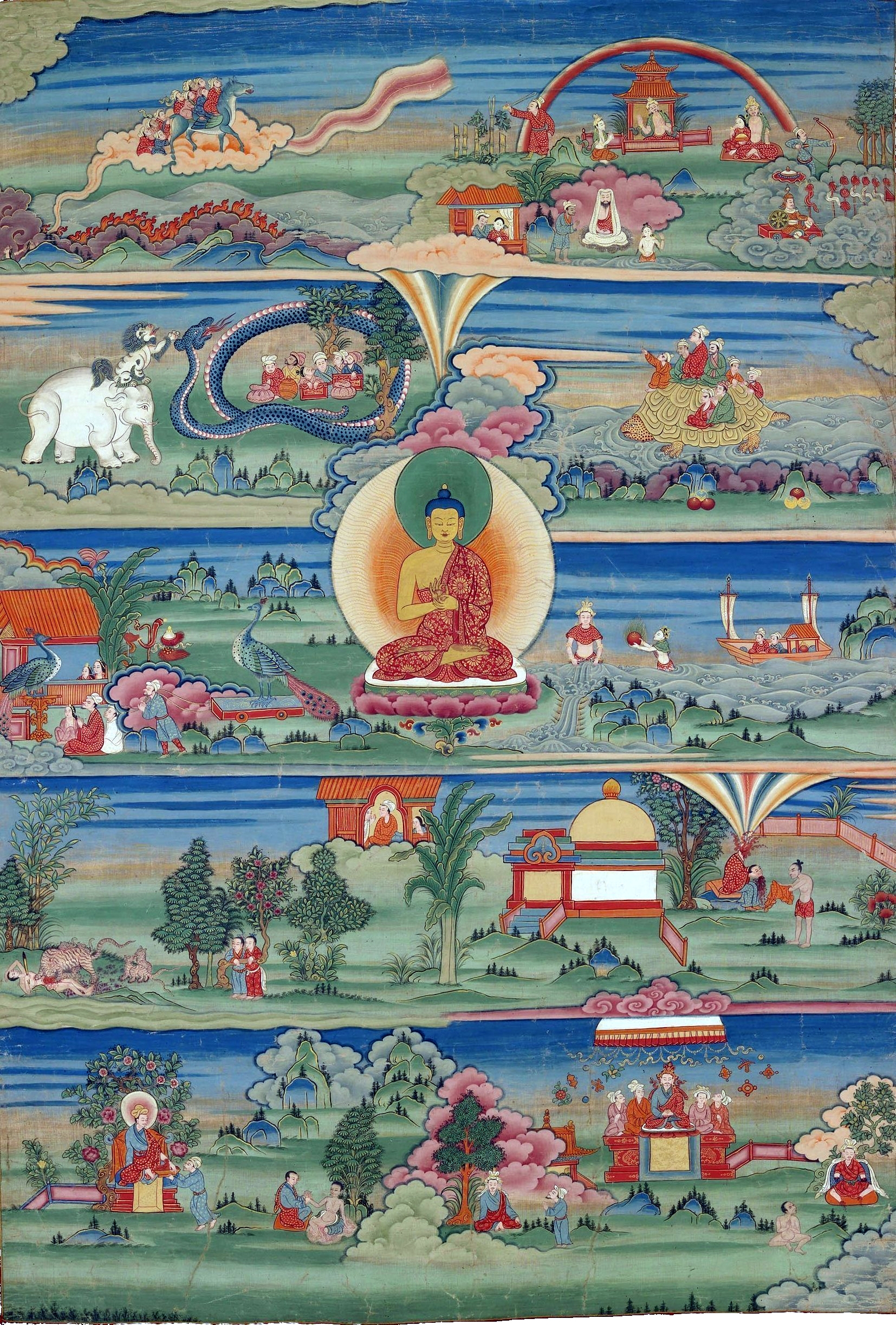
Thangka peint de Jataka Tales, XVIIIe-XIXe siècle, Phajoding Gonpa, Thimphu, Bhoutan.
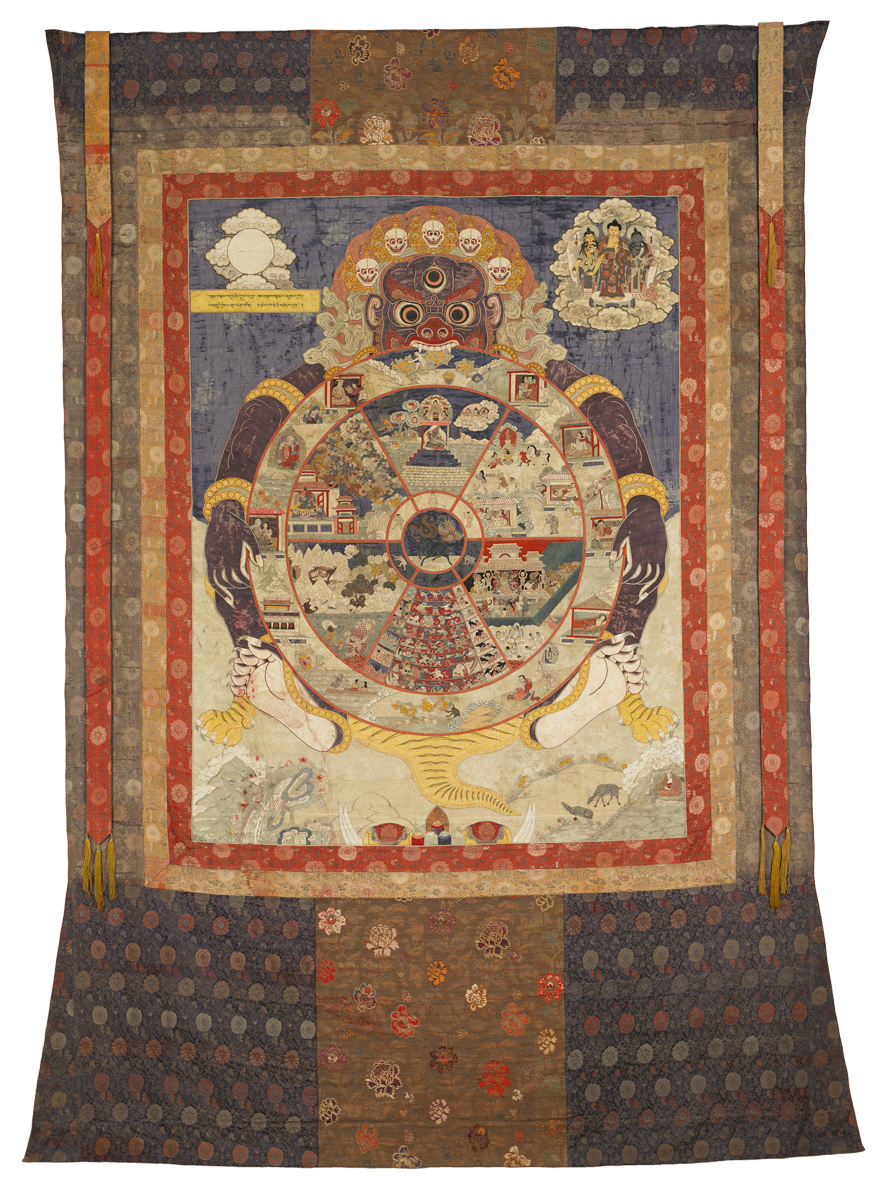
Roue de l'existence karmique, vers 1800, Birmingham Museum and Art Gallery.
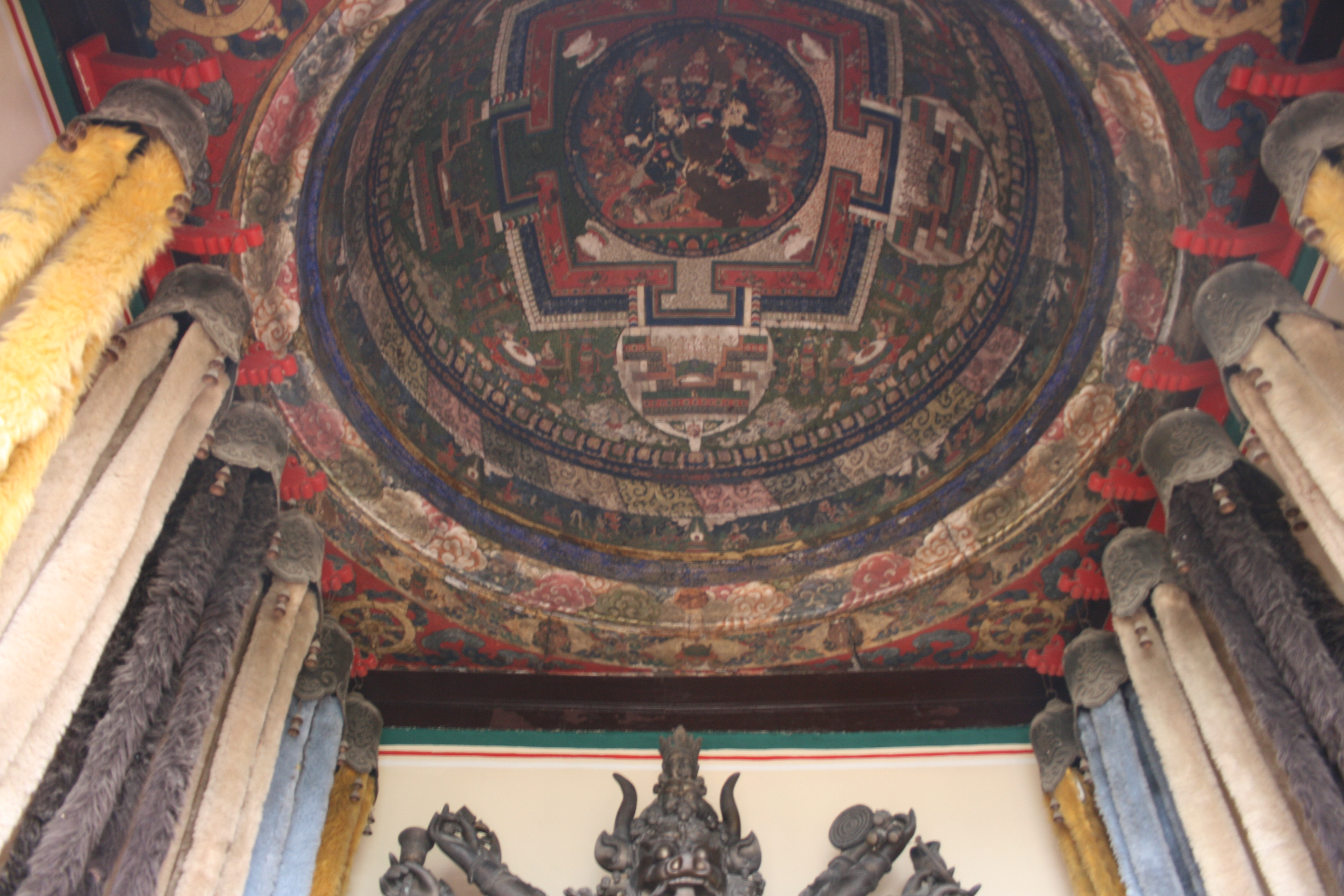
Tangka du plafond de la pagode blanche (chörten (1651, reconstruit en 1780 après un tremblement de terre), du parc Beihai, à Pékin, en Chine

### Littérature
- (en) Giuseppe Tucci, Tibetan Painted Scrolls, 3 Bände, Rom 1949
- (en) Otgonbayar Ershuu, The Gods Printed in Hiimori Printing Co., Ltd. Ulaanbaatar, 2004  (ISBN 99929-74-07-9)
- (en) Hugo E. Kreijer, Tibetan Paintings, The Jucker Collection, 2001  (ISBN 978-1570628658)
- (en) Per Kværne, The Bon Religion of Tibet: The Iconography of a Living Tradition, Serindia, London 1995  (ISBN 0-906026-35-0)
- (en) Martin Willson, Martin Brauen, Deities of Tibetan Buddhism: The Zurich Paintings of the Icons Worthwhile to See, Wisdom Pubn, 2000  (ISBN 978-0861710980)
- (en) Robert N. Linrothe, Paradise and Plumage: Chinese Connections in Tibetan Arhat Painting, Serindia, 2004  (ISBN 978-1932476071)
- (en) David P. Jackson, Patron and Painter: Situ Panchen and the Revival of the Encampment Style, Rubin Museum of Art, 2009  (ISBN 978-0977213146)
- (en) Jacinta Boon Nee Loh, Decision From Indecision: Conservation of Thangka Significance, Perspectives and Approaches, in Journal of Conservation and Museum Studies, Institute of Archaeology, University College London, vol. 8, 2002-11-01